# Scuola dei commentatori
La scuola dei commentatori indica un gruppo di giuristi attiva nella penisola italiana tra il XIII ed il XIV secolo, che raccolse l'eredità della scuola bolognese dei glossatori.
Fece uso di materiale di diritto locale nelle redazioni dei commenti al Corpus iuris civilis, per farne una normativa adattabile al presente, tendenza questa, avviatasi in Italia già con i glossatori e in seguito, appunto, sviluppata dai commentatori di scuola italiana nota come mos italicus.
È da non confondere con la scuola del commento di stampo francese, i cosiddetti ultramontani, denominata mos gallicus.

## Storia
L'iniziatore è Cino da Pistoia, il famoso esponente del Dolce stil novo, che pubblica un'opera intitolata Lectura super codice.
Cino da Pistoia fu maestro di Bartolo da Sassoferrato (1314-57) maestro a sua volta di Baldo degli Ubaldi (1327-1400) entrambi esponenti di spicco della Scuola del Commento. A Bartolo e Baldo si deve la formazione di una nuova scuola di interpretazione delle fonti romane che abbandonò il metodo della glossa per rendere lo stile libero di confrontarsi con i testi del Corpus giustinianeo, cercando di coglierne più il senso che le parole, affidandosi, come metodo interpretativo, proprio al commento o trattato.

## Tecnica
Esemplificativo della tecnica usata dai commentatori è il distico di Matteo Gribaldi Mofa, giurista italiano, che dopo la conversione al luteranesimo fu costretto a trasferirsi in Svizzera e poi in Germania:
L'oggetto di studio è ancora, come per i glossatori, il Corpus Iuris Civilis. Lo studio segue dei passaggi rigorosi
- si inizia con una premessa che delimita i confini dell'argomento da affrontare e definisce le fonti;
- si opera un'analisi del testo dividendolo nei suoi elementi fondamentali;
- si ritorna a ricomporlo nella sua unità;
- si danno degli esempi per passare dalla teoria alla pratica;
- si rilegge attentamente;
- si cerca la ratio della norma (perché è stata creata e quali obiettivi si pone);
- il commentatore segnala le sue annotazioni personali, magari facendo collegamenti con altri passi;
- si affrontano le obiezioni cercando di preparare un'interpretazione univoca.

La metodologia è recuperata da quello della scolastica, sviluppato alla Sorbona di Parigi e recuperato come tecnica giuridica da Jacques de Revigny e Pierre de Belleperche, appartenenti alla scuola di Orléans: attraverso un lavoro analitico e attraverso la tecnica del sillogismo (tesi-antitesi-solutio) i commentatori intendevano raggiungere l'interpretazione della norma.